# Hisukattus alienus
Hisukattus alienus is een spinnensoort in de taxonomische indeling van de springspinnen (Salticidae).
Het dier behoort tot het geslacht Hisukattus. De wetenschappelijke naam van de soort werd voor het eerst geldig gepubliceerd in 1987 door María Elena Galiano.